# Liolaemus terani
Liolaemus terani — вид ігуаноподібних ящірок родини Liolaemidae. Ендемік Аргентини. Описаний у 2021 році.

## Поширення і екологія
Liolaemus terani відомі з типової місцевості, розташованої в районі Агуяс-Кальєнтес в департаменті Тіногаста в провінції Ла-Ріоха, на висоті 4050 м над рівнем моря.